# Hontō no uso
Hontō no uso (本当の嘘?) è il terzo singolo della rock band visual kei giapponese Plastic Tree. È stato pubblicato il 15 febbraio 1998 dall'etichetta major Warner Music.

## Tracce
Dopo il titolo è indicata fra parentesi "()" la grafia originale del titolo.
1. Hontō no uso (本当の嘘?) - 4:32 (Ryūtarō Arimura - Tadashi Hasegawa)
2. ABSTRUCT MY LIFE (アブストラクト・マイ・ライフ?) - 4:21 (Tadashi Hasegawa)
3. Hontō no uso -Instrumental- (本当の嘘-Instrumental-?) - 4:32 (Tadashi Hasegawa)

## Altre presenze
- Hontō no uso:
  - 26/08/1998 - Puppet Show
  - 14/11/2001 - Plastic Tree Single Collection
- ABSTRUCT MY LIFE:
  - 14/11/2001 - Plastic Tree Single Collection

## Formazione
- Ryūtarō Arimura - voce e seconda chitarra
- Akira Nakayama - chitarra e cori
- Tadashi Hasegawa - basso e cori
- TAKASHI - batteria